# Call of Duty: Modern Warfare III (datorspel, 2023)
Call of Duty: Modern Warfare III är ett förstapersonsskjutarspel utvecklad av Sledgehammer Games och utgiven av Activision. Det är det tolfte spelet i Call of Duty-serien och tredje spelet av reboot-serien av Modern Warfare. Spelet är en uppföljare till Call of Duty: Modern Warfare II från 2022 och släpptes 10 november 2023 till Microsoft Windows, Playstation 4, Playstation 5, Xbox One, Xbox Series X och Series S.

## Handling
Spelets kampanjläge utspelas efter händelserna i föregångaren Call of Duty: Modern Warfare II där militärgruppen Task Force 141 strider mot ultranationalister och dess ledare Vladimir Makarov (Julian Kostov). I spelet medverkar återkommande protagonisterna kapten John Price (Barry Sloane), löjtnant Simon "Ghost" Riley (Samuel Roukin), Sergeant Kyle "Gaz" Garrick (Elliot Knight) och  Sergeant John "Soap" MacTavish (Neil Ellice). Ytterligare figurer från tidigare Modern Warfare-spelen är: Kate Laswell (Rya Kihlstedt) från CIA och befälhavare Farah Karim (Claudia Doumit) från Urzikstan Liberation Force. Spelaren styr medlemmar i Task Force 141 liksom medlemmar i Makarovs privata armé, Konni Group.

## Spelupplägg
Call of Duty: Modern Warfare III har liknande spelupplägg som föregångaren Modern Warfare II liksom andra spel i serien. Spelet har "Open Combat Missions" där spelaren kan fritt välja vilka uppdrag man vill utföra. Spelets multiplayerläge har 16 banor vid lanseringen. Modern Warfare III har spelarläget Zombies som är utvecklad av Treyarch.

## Utveckling
Spelet utvecklades under 16 månader, vilket är hälften mindre utvecklingstid än tidigare spel i serien, Sledgehammer Games nämnde i en intervju i Bloomberg att utvecklingen var stressig och man tvingades arbeta på kvällar och helger. Modern Warfare III var tidigare tänkt att släppas som en expansion eller spinoff till Call of Duty: Modern Warfare II.

## Mottagande
Spelets kampanjläge mottogs med flera negativa recensioner, då det av kritiker ansågs som det sämsta kampanjläget i spelserien.

## Notiser
1. ↑  Treyarch utvecklar spelarläget Zombies. Ytterligare arbete utförs av Infinity Ward, Raven Software, Beenox, Demonware och High Moon Studios.